# Genilac
Genilac település Franciaországban, Loire megyében. Lakosainak száma 3821 fő (2022. január 1.). Genilac Saint-Romain-en-Jarez, Cellieu, Chagnon, Lorette, Rive-de-Gier és Saint-Martin-la-Plaine községekkel határos.

## Népesség
A település népességének változása:
| Lakosok száma | 1785 | 2608 | 2860 | 3563 | 3897 | 3888 | 3896 | 3894 | 3866 | 3821 |
|               | 1968 | 1982 | 1990 | 2006 | 2013 | 2015 | 2017 | 2019 | 2020 | 2022 |